# Битва при Аллии
Би́тва при А́ллии — сражение между римскими и галльскими войсками во время первого вторжения галлов в Римскую республику в IV веке до н. э.

## Ход сражения
Сражение произошло на Соляной дороге у речки Аллия, при её впадении в Тибр, неподалёку от Рима; 18 июля 390 года до н. э. (по Марку Теренцию Варрону). Консулярные трибуны проявили удивительную беспечность, не укрепив лагерь, растянув боевой строй, так, что тот в центре едва смыкался. А резерв поставили на холме с правого фланга. Именно он и стал причиной трагедии. Вождь галлов Бренн именно против него обратил всю мощь своего войска, боясь, что римляне попытаются хитростью зайти ему во фланг и тыл.
Атака галлов была стремительна и сразу же сокрушила строй римлян. Лишь резервы некоторое время продержались на холме, остальные же, едва заслышав крики сбоку и с тыла, обратились в бегство раньше, чем увидели врага. Как сообщает об этом позорном бегстве Тит Ливий, «никто не погиб в сражении, все убитые были поражены в спину, когда началась давка, а толчея затрудняла бегство». Страшная резня произошла на берегу Тибра, куда, побросав оружие, бежали все воины левого фланга. Многие кидались в воду, где под тяжестью доспехов погружались в пучину.

## Итог
Паническое бегство привело к тому, что ворота Рима оказались даже не запертыми, а многие бежали прямиком в Вейи, уверенные, что Рим обречён. И только изумление галлов от собственной молниеносной победы и боязнь какого-либо подвоха спасли Рим от немедленного штурма и гибели граждан. Битва при Аллии навсегда осталась чёрной страницей в славной истории побед римского оружия. День поражения при Аллии — 18 июля — в дальнейшем считался в Риме траурным днём.
Галлы проникли в Рим, покинутый жителями. Все оставшиеся заперлись в Капитолии. Галлы принялись за осаду Капитолия, которая длилась около 7 месяцев. По преданию, однажды ночью галлы уже взобрались было на стену Капитолия, но проснувшиеся в храме Юноны священные гуси криками выдали их приближение, и Марк Манлий Капитолийский отразил неприятеля. Кроме того, галлам было сообщено, что венеты грозят их альпийским владениям; тогда галлы вступили в переговоры. Римляне были вынуждены согласиться на тяжкую контрибуцию. Когда они стали отвешивать дань, то заметили, что галлы употребляют фальшивые гири. В ответ на протест Бренн бросил на весы свой меч и воскликнул «Vae victis!» (горе побеждённым). Однако, вскоре после этого римлянам, собравшим значительные силы под командованием Фурия Камилла, удалось нанести галлам поражение. Они вынуждены были отойти на север, в долину реки По.